# فرانك لينز
فرانك لينز (بالإنجليزية: Frank Lenz)‏ هو دراج أمريكي، ولد في 15 فبراير 1867 في فيلادلفيا في الولايات المتحدة، وتوفي في 1 مايو 1894 في تركيا.